# Нидвил (Тексас)
Нидвил (енгл. Needville) град је у америчкој савезној држави Тексас. По попису становништва из 2010. у њему је живело 2.823 становника.

## Демографија
Према попису становништва из 2010. у граду је живело 2.823 становника, што је 214 (8,2%) становника више него 2000. године.
| Група             | 2000.         | 2010.         |
| Белци             | 1.609 (61,7%) | 1.788 (63,3%) |
| Афроамериканци    | 344 (13,2%)   | 295 (10,4%)   |
| Азијати           | 3 (0,1%)      | 15 (0,5%)     |
| Хиспаноамериканци | 625 (24,0%)   | 696 (24,7%)   |
| Укупно            | 2.609         | 2.823         |